# あん馬

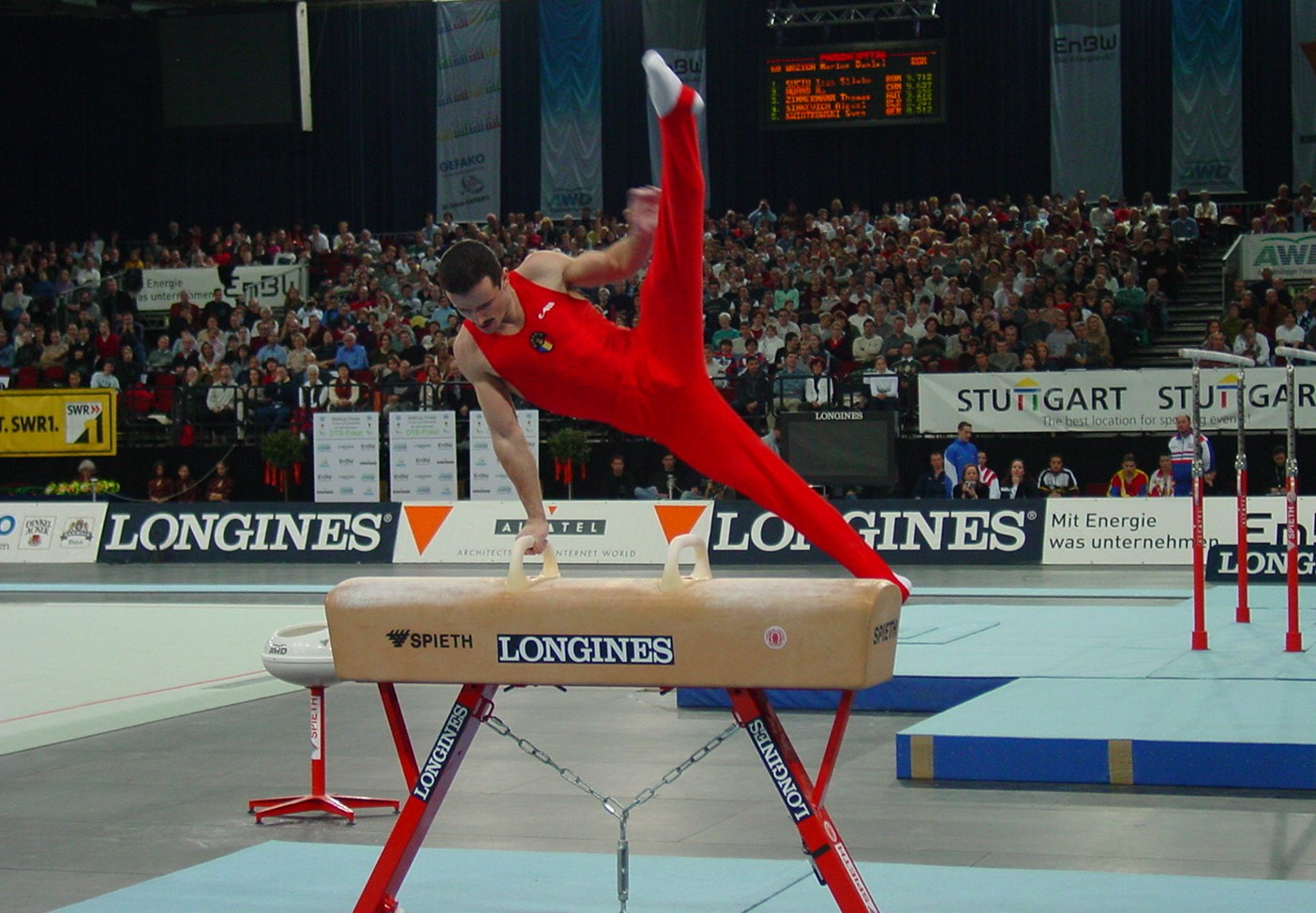
2002年世界選手権優勝のマリウス・ウルジカの演技

あん馬（鞍馬、あんば）は、体操競技のあん馬種目で使用する体操器具の名称と、それを使った種目の名称。男子のみで行われている、2本の腕のみで体を支え、なおかつ止まらずに振動・回転するダイナミックな種目である。

## 概要
あん馬の起源は跳馬と同じく古代ローマの兵士や若者たちによって行われていた乗馬練習のための木馬運動である。木馬運動のうち、とび乗り、とび降りの際のあしさばき、両手の支えの使い方を要素としたものが鞍馬運動である。
あん馬もつり輪を除いた他種目と同様、流れの良い演技が評価されるようになっている。その一方、つり輪とともにもっとも腕力を要求される種目であり、独自の専門性を持っている。
2003年（平成15年）の世界選手権（アナハイム）にて鹿島丈博が、あん馬での日本体操史上初の金メダルを獲得した。しかし、オリンピックにおいては未だ獲得が無く、日本勢が唯一オリンピック金メダルを取ったことのない種目である。
2013年【平成25年】の世界選手権（アントワープ）で行われた世界選手権では、日本人2人目となる金メダルを仙台市出身の亀山耕平が獲得した。

## 器具
漢字で書くと鞍馬であり、乗馬の鞍を模した器具である。高さ105cmの台の上に2本の把手（ポメル）を備えたもので、競技場の床に据え付けられている。

## ルール

### 演技の流れ
この種目は団体・個人総合で行われるほか、種目別でも単独で行われている。
演技はあん馬に手を掛けて飛び上がったところから始まり、終末技で着地するか、演技者が途中で棄権するまで行われる。演技終了は終末技の着地動作を完了した時点である。

### 技の種類
非常に多くの技があり、認められている技には難度が設定されている。
あん馬の技を系統立てると以下のようになる。
振動技
体を左右に振る技。
移動技
旋回をしながら、あん馬上を縦、横へ移動する技。
旋回技
体を起こしたまま足を水平方向に回転させる技。
転向技
体を倒し体全体を水平方向に回転させる技。
終末技
あん馬から下り、着地する技。

### 減点・禁止行為
禁止行為を行った場合は0点となる。また、減点が科せられるケースもある。
器具からの落下
あん馬から落下した場合、減点となる。
静止
演技中に静止してはならない。減点となる。
着地違反
故意に足以外で着地すると0点となる。体操競技においては他種目でも終末技に足以外で着地する技は禁止であり、基本ルールの一つでもある。